# Nikolaj Lie Kaas
Nikolaj Lie Kaas (født 22. maj 1973) er en dansk skuespiller og instruktør.
Han debuterede som 18-årig i filmen Drengene fra Sankt Petri (1991), og efter endt uddannelse fra Statens Teaterskole i 1998 har han medvirket i danske film- og tv-produktioner som Idioterne (1998), Blinkende lygter (2000), Elsker dig for evigt (2002), De grønne slagtere (2003), Brødre (2004), Dirch (2011), Mænd og høns (2015), Retfærdighedens ryttere (2020), Afdeling Q-filmatiseringen og Forbrydelsen III. Derudover har han haft roller i teaterforestillinger på Det Kongelige Teater, Betty Nansen Teatret og Aveny Teatret, hvor han for sine præstationer har modtaget en Reumert-pris for bedste mandlige hovedrolle. Han har også spillet med i udenlandske film- og tv-produktioner som Engle og dæmoner (2009), The Whistleblower (2010), Mad Ship (2013) og Britannia (2017-2018). For sine præstationer har han modtaget adskillige Bodil- og Robert-priser og nomineringer, og han er den hidtil eneste til at have modtaget tre Bodil-statuetter inden sin 30 års fødselsdag. Han fik i 2007 instruktør-debut med tv-serien Mr. Poxycat & Co på TV 2 Zulu og instruerede og skrev i 2022 tv-serien Agent.
Ud over skuespil er Lie Kaas også kendt for sin komik og musikalske evner og har af flere omgange været vært ved prisuddelingsshowet Zulu Comedy Galla og i samarbejde med skuespiller og komiker Rasmus Bjerg udgivet sange under kunstnernavnet Nik & Ras.

## Opvækst
Lie Kaas blev født den 22. maj 1973 i Rødovre, som søn af skuespiller Preben Kaas og skuespiller og forfatter Anne Mari Lie. Han har fire halvsøskende på sin fars side, Jeppe Kaas (f. 1966), Pernille Kaas, Lone Kaas (f. 1956) og Hanne Kaas. Forældrene gik fra hinanden i 1975, og Lie Kaas voksede efterfølgende op hos sin mor og mormor i Rødovre med en stort set ikke-tilstedeværende far. Lie Kaas' mormor og mor var begge erklærede Jehovas Vidner, og selvom moren trådte ud af bevægelsen som 18-årig, voksede Lie Kaas op i et udtalt religiøst hjem. Lie Kaas selv har aldrig været en del af kirken. Efter forældrenes brud brugte hverken Lie Kaas eller hans mor efternavnet Kaas, men brugte i stedet efternavnet Lie. Lie Kaas' mor udgav i 1979 bogen Fløde 2 om samlivet med Preben Kaas, som var præget af alkohol og vold. Lie Kaas' far døde i marts 1981, efter formodet selvmord, uden at Lie Kaas havde haft meget kendskab til ham. Blot otte år senere, i 1989, begik Lie Kaas' mor selvmord, og Lie Kaas blev som 16-årig forældreløs. Han flyttede efterfølgende ind hos sin mors gode veninde Hanne Eriksen og hendes familie.
Efter morens død valgte Lie Kaas at tage efternavnet Kaas i brug igen og besluttede sig samtidig for at begynde at spille skuespil og blev optaget i Tivoli-Garden.

## Karriere

### 1991-2002: Debut,Blinkende lygter, Elsker dig for evigt
Lie Kaas fik sin filmdebut i 1991 som 17-årig i filmen Drengene fra Sankt Petri instrueret af Søren Kragh-Jacobsen. I filmen, der er løst baseret på historien om Churchill-klubben, en af de første danske modstandsgrupper under 2. verdenskrig, spillede Lie Kaas bl.a. over for Tomas Villum Jensen, Christian Grønwall og Karl Bille. Filmen blev en stor succes, og for sin rolle som den fåmælte og våbenglade Otto vandt Lie Kaas sine første Bodil- og Robert-priser i kategorien bedste mandlige birolle i 1992. Lie Kaas medvirkede i 1993 i filmen Min fynske barndom, hvor han spillede hovedpersonen Carl som ung. Han var dog langt fra tilfreds med sin præstation i filmen og besluttede sig for at søge ind på Statens Teaterskole i København, hvor han i 1994, som 21-årig, blev optaget.
Han blev færdiguddannet i 1998 og spillede herefter med i teaterforestillinger hos Det Kongelige Teater i Den vægelsindede, Ivanhoe og modtog for sin titelrolle i Peer Gynt i 2002 Reumert-prisen for bedste mandlige hovedrolle. I 1998 medvirkede han også i Lars von Triers dogmefilm Idioterne. Filmen blev modtaget med positive anmeldelser, selvom den også skabte debat, og for sin præstation som den unge Jeppe modtog han sin anden Bodil-pris, denne gang i kategorien bedste mandlige birolle.
I 1999 medvirkede han i Lasse Spang Olsens action-komedie I Kina spiser de hunde, hvor han spillede kokken Martin. Filmen blev et stort biografhit og var en de mest sete danske film det år. I 2000 medvirkede han i Anders Thomas Jensens instruktørdebut Blinkende lygter som den unge og altid spisende Stefan over for Søren Pilmark, Ulrich Thomsen og Mads Mikkelsen, som sammen udgør en kriminel bande, der efter et indbringende tyveri, køber en nedslidt restaurant, som de sammen sætter i stand. Filmen blev hurtigt en kommerciel og anmelderrost succes, og for sin præstation som Stefan blev Lie Kaas nomineret til en Robert for bedste mandlige birolle i 2001. I 2000 medvirkede han også i DR-miniserien Edderkoppen, som foregår i 1949 i efterkrigstidens København og handler om det kriminelle netværk, der styrede byen i tiden under og efter 2. verdenskrig, også kendt som Edderkopsagen.
I 2001 spillede han den imaginære ven P til en lille pige, som efter pigens død, pludselig bliver til et rigtigt menneske i dogmefilmen Et rigtigt menneske af Åke Sandgren. Filmen fik positive anmeldelser, og Lie Kaas modtog Robert-prisen for årets mandlige hovedrolle og en Bodil-nominering i samme kategori. Samme år spillede han med i børne-pirat-filmen Jolly Roger, instrueret af Lasse Spang Olsen, i rollen som ærkeenglen Theobalt. Filmen fik overvejende negative anmeldelser og blev ikke en kommerciel succes.
I 2002 spillede han med i actionfilmen Gamle mænd i nye biler, som var efterfølgeren og samtidig forløber til I Kina spiser de hunde (1999). Filmen fik blandede anmeldelser, og levede ifølge anmelderne ikke op til forventningerne fra forgængeren, men filmen blev dog positivt sammenlignet med de populære Olsen-banden-film. I 2002 medvirlede Lie Kaas også i Susanne Biers dogmefilm Elsker dig for evigt af. Lie Kaas spillede den unge Joachim, som efter en påkørsel bliver lam fra halsen og ned, hvorefter hans kæreste i sin sorg indleder en affære med den behandlende læge. Filmen modtog stor anerkendelse, og Lie Kaas blev rost for at vise en anden side af sit skuespiltalent som den vrede og bitre Joachim, og han modtog for sin præstation både Bodil- og Robert-prisen for bedste mandlige birolle i 2003. Bodil-prisen gjorde ham til den første skuespiller til at have modtaget tre Bodil-statuetter inden sin 30 års fødselsdag. Samme år medvirkede han i et afsnit af DRs succesfulde krimi-dramaserie Rejseholdet, hvor han i rollen som den kriminelle Eik Nielsen, der sammen med sin kæreste, Anja (spillet af Mille Lehfeldt), tager en gruppe mennesker som gidsler i en kirke.

### 2003-2010:De grønne slagtere, Brødre, Engle og dæmoner
I 2003 indtog Lie Kaas to roller i Anders Thomas Jensens morbide komedie De grønne slagtere, da han spillede begge af de to tvillinger; slagteren Bjarne og den udviklingshæmmede Eigil. I filmen spillede Lie Kaas sammen med Mads Mikkelsen to kompagnoner, som kæmper med få deres slagterforretning op og køre, indtil de en dag får fat på noget helt specielt kød, der hurtigt bliver eftertragtet af kunderne i byen. Filmen modtog overvejende positive anmeldelser, men levede ifølge kritikere ikke op til forventningerne efter Jensens succes med filmen Blinkende lygter (2000). Filmen blev dog et publikumshit, og Lie Kaas modtog en Robert-nominering for bedste mandlige hovedrolle. I 2003 medvirkede Lie Kaas også i Lars von Triers testindspilning Dogville - The Pilot, som senere på året blev til filmen Dogville. Von Trier ville teste om hans koncept med at have en film udspille sig på en komplet bar scene med optegnede felter på gulvet som rumdelere ville fungere, og Lie Kaas spillede den mandlige hovedrolle, Tom, overfor Sidse Babett Knudsen i kortfilmen. Lie Kaas spillede også hovedrollen i det romantiske drama Reconstruction og har også en mindre birolle i actionfilmen Rembrandt.
Lie Kaas medvirkede kun i én enkelt film i 2004, da han samme år vendte kortvarigt tilbage til teaterskuespillet, da han medvirkede i forestillingen Demokrati på Betty Nansen Teatret, og senere i forestillingen Rosenkrantz og Gyldenstjerne er døde på Aveny Teatret. I Susanne Biers drama Brødre, spillede Lie Kaas rollen som Jannik, som indleder et forhold til sin svigerinde, da hans bror meldes omkommet under en militærmission i Afghanistan. Filmen blev en stor succes, og modtog adskillige priser og nomineringer, og Lie Kaas modtog både en Bodil- og Robert-nominering i hhv. bedste mandlige hovedrolle og bedste mandlige birolle. Filmen blev også en global succes, og blev genindspillet på engelsk i 2009 med Tobey Maguire, Jake Gyllenhaal og Natalie Portman i hovedrollerne.
I 2005 medvirkede Lie Kaas i thrilleren Mørke i rollen som Jacob, hvis invalide søster under mystiske omstændigheder begår selvmord på hendes bryllupsnat. Filmen, der er instrueret af Jannik Johansen, og foregår i byen Mørke på Djursland, modtog positive anmeldelser, og gav Lie Kaas en Robert-nominering i kategorien årets mandlige hovedrolle, og han vandt Svendprisen for årets mandlige hovedrolle. Han modtog også Teaterflisen dette år. Samme år spillede Lie Kaas også med i Tomas Villum Jensens Solkongen, hvor han spillede hovedrollen Tommy, en social akavet og kikset fyr, der forelsker sig i den 30 år ældre, fordrukne og velhavende enke, spillet af Birthe Neumann. Lie Kaas' halvbror, Jeppe Kaas, leverede store dele af musikken til filmen, og filmen modtog blandede anmeldelser. Lie Kaas optrådte i 2005 også i mindre biroller i filmene Adams æbler af Anders Thomas Jensen og Allegro af Christoffer Boe.
I 2006 spillede Lie Kaas i Tomas Villum Jensens film Sprængfarlig bombe. Filmen modtog blandede anmeldelser, og blev andet kaldt kaldt en intern joke for fagfolk i filmbranchen, da filmen med sin satire netop forsøgte at gøre grin med filmbranchen. For sin rolle som den opblæste og små-narcissistiske filminstruktør Claus Volter, modtog Lie Kaas en Robert-nominering for bedste mandlige birolle. Samme år indspillede Lie Kaas sammen med række andre danske skuespillere cd'en Danske Filmhits, hvor velkendte sange fra ældre film bliver sunget på ny. Lie Kaas sang "Jeg sætter min hat som jeg vil" fra filmen Jeg er sgu min egen (1967), hvor sangen oprindeligt blev sunget af Daimi. I 2006 spillede Lie Kaas også en birolle som russisk mafiaboss i det britiske drama Pu-239. I 2007 spillede Lie Kaas med i Ole Bornedals thriller Kærlighed på film, som modtog overvejende positive anmeldelser takket være skuespillernes præstationer og mindre grundet historiens til tider urealistiske plot. Lie Kaas spillede i 2008 den unge og talentfulde forsvarsadvokat, Jonas, som uskyldigt beskyldes for mord i filmen Kandidaten af Kasper Barfoed. Filmen modtog positive anmeldelser og blev en kommerciel succes.
I 2009 spillede Lie Kaas med i filmatiseringen af Dan Browns succesroman Engle og dæmoner, som er efterfølgeren til succesfilmen Da Vinci mysteriet fra 2006. Lie Kaas spillede overfor Tom Hanks, Ayelet Zurer, Ewan McGregor og danske Thure Lindhardt i rollen som den danske skurk Mr. Gray, som hovedpersonen Robert Langdon jagter. Filmen modtog blandede anmeldelser, men til trods for dette blev den anset for mere vellykket end sin forgænger, og filmen endte med at blive den niende bedst indtjente film i verden i 2009. Samme år medvirkede Lie Kaas også i komedie- og actionfilmen Ved verdens ende, hvor han spillede kriminalpsykiateren Adrian, som sammen med sit hold leder efter en mystisk plante, som angiveligt skulle give evigt liv. Filmen modtog overvejende negative anmeldelser og blev ikke en kommerciel succes. Lie Kaas optrådte for første gang som vært ved awardshowet Zulu Comedy Galla, hvilket blev afholdt for første gang i 2009.
Lie Kaas spillede i 2010 med i komedien Parterapi, som en del af et ægtepar, der for at kunne finansiere købet af deres drømmehjem, har en logerende boende, som agerer parterapeut på godt og ondt. Filmen modtog overvejende negative anmeldelser, og kritiserede skuespillernes præstation såvel som de fordomme, filmen opstillede, og filmen blev ikke en kommerciel succes. Samme år spiller Lie Kaas også med i den syvende filmatisering om den norske detektiv Varg Veum i filmen Varg Veum – Skriften på veggen, hvor han spillede Veums fjende, Kniven. Lie Kaas spillede i 2010 også med i canadiske drama The Whistleblower i rollen som Jan van der Velde.

### 2011-2015:Dirch, Nik & Ras, Forbrydelsen, Afdeling Q
I 2011 indtog Lie Kaas rollen som en af Danmarks mest kendte komikere, Dirch Passer, i filmen Dirch, som skildrer komikerens liv fra 1955 og frem til hans død i 1980. Til trods for kritik omkring, hvor sandfærdig filmen er, blev filmen en enorm succes, og blev den mest sete danske film i biograferne det år, og Lie Kaas modtog for sin præstation både Bodil-, Robert-, Svend- og Zulu Award-prisen for bedste mandlige hovedrolle. Da Lie Kaas blev tilbudt at spille rollen som Passer, havde han sine betænkeligheder, da ansvaret for at skulle portrættere den folkekære komiker lagde et stort pres på ham, og at frygten for at træde forkert var stor. Sammen med Lars Ranthe, der i filmen spiller Passers gode ven og skuespiller, Kjeld Petersen, brugte Lie Kaas to måneder på at studere Passer og Petersens optrædener og personer, som forberedelse, før optagelserne til filmen gik i gang, for at opnå den mest naturlige og troværdige repræsentation af de to komikere. Eftersom Lie Kaas' far, Preben Kaas, i høj grad også var en del af Dirch Passers liv, da Kaas skrev mange af Passers revynumre, skulle han derfor også portrætteres i filmen, som blev gjort af Martin Buch. Lie Kaas udtalte at netop den del af projektet på tidspunkter var meget hårdt, og at Kaas' optræden i filmen blev også skåret ned tidligt i skriveprocessen for at skabe en balance Lie Kaas bedre kunne arbejde med uden det ville påvirke filmen. Efter rulleteksterne i filmen vises desuden et billede fra 1975 af en 2-årig Lie Kaas siddende i armene på Passer. I september 2011 var Lie Kaas igen vært for Zulu Comedy Galla, hvor han og skuespilleren Rasmus Bjerg samtidig debuterede som duoen Nik & Ras med sangen "Fugt i fundamentet" feat. Pharfar og Burhan G. Duoen blev dannet i forbindelse med awardshowet som en parodi på den danske duo Nik & Jay, og sangen var en reference til skybruddet i København i juli samme år, hvor store dele af området blev oversvømmet. Musikvideoen til sangen blev vist under showet, og sangen solgte efterfølgende dobbelt guld.
I 2012 spillede Lie Kaas med i Hella Joofs romantiske komedie Sover Dolly på ryggen?, hvor han spillede den dovne og ubehøvlede Gordon, som bliver opsøgt af kvinden Anne, der har brugt hans sæddonation til at blive gravid. Filmen modtog overvejende positive anmeldelser, og blev en kommerciel succes. Samme år medvirkede Lie Kaas også i tredje og sidste sæson af DR's succesfulde krimi-dramaserie Forbrydelsen III, hvor han spillede PET-medarbejderen Mathias Borch, der sammen med hovedpersonen, vicekriminalkommissæren Sarah Lund, spillet af Sofie Gråbøl, skal forsøge at redde en kidnappet pige. Serien blev modtaget med flotte anmeldelser og Lie Kaas modtog en Robert-pris for bedste mandlige hovedrolle. I 2012 var Lie Kaas endnu en gang vært for Zulu Comedy Galla og sammen med Nik & Ras blev endnu en sang udgivet i forbindelse med showet, kaldet "Hvad der sker her" feat. Medina.
Lie Kaas spillede i 2013 med i genindspilning af den politiske thriller Skytten fra 1977, hvor han spillede udenrigsminister Thomas Borby, som er blandt dem, hovedpersonen jagter. Filmen, der er instrueret af Annette K. Olsen modtog overvejende negative anmeldelser og blev ikke en kommerciel succes. Samme år indtog Lie Kaas for første gang rollen som vicekriminalkommissær Carl Mørck i den første filmatisering af Jussi Adler Olsens succesrige bogserie om Afdeling Q i filmen Kvinden i buret, instrueret af Mikkel Nørgaard. I filmen spillede Lie Kaas overfor Fares Fares, Sonja Richter og Mikkel Boe Følsgaard og filmen modtog stor ros og anerkendelse og blev en af de mest sete danske film i biografen det år, samt at Lie Kaas modtog en Robert-nominering for bedste mandlige hovedrolle. Til trods for filmens flotte modtagelse har forfatteren Alder Olsen siden udtalt at han aldrig har brudt sig om castet (Lie Kaas og Fares), da han mener, at karaktererne portrætteret i filmen er langt fra de karakterer, han har skildret i sine bøger. I 2013 medvirkede Lie Kaas også i det canadiske drama Mad Ship, hvor han spillede den skandinaviske Tomas, der sammen med sin kone rejser til Canada under den store depression i 1930'erne i håbet om et bedre liv. Filmen modtog blandede anmeldelser.
Lie Kaas genoptog rollen som Carl Mørck igen året efter i efterfølgeren Fasandræberne. Filmen, der handler om den unge og fortabte Kimmie, der bærer på en stor hemmelighed, som truer hende på livet, levede ifølge anmelderne ikke helt op til forventningerne fra forgængeren, men trods dette, blev filmen en af mest sete danske film i biografen i 2014 og Lie Kaas modtog igen en Robert-nominering for bedste mandlige hovedrolle. Samme år medvirkede Lie Kaas også i Susanne Biers drama En chance til, der havde verdenspremiere på Toronto Film Festival i september i 2014. Filmen modtog blandede anmeldelser, men blev alligevel en kommerciel succes og blev efterfølgende solgt til adskillige lande. Lie Kaas havde også en mindre rolle som sovjetisk spion under Stalins regime i thrilleren Child 44, hvor han spillede overfor Gary Oldman, Tom Hardy og Noomi Rapace.
I 2015 medvirkede Lie Kaas i Anders Thomas Jensens Mænd og høns, hvor han spillede en af de fem brødre, Gregor. Filmen blev en publikumssucces og blev en af de mest sete film i Danmark i 2015. I Flaskepost fra P fra 2016 indtog Lie Kaas igen rollen som vicekriminalkommissær Carl Mørck i den tredje filmatisering af Afdeling Q-bogserien. Filmen, der omhandler kidnapning med et religiøst motiv, modtog blandende anmeldelser, og blev af nogle medier kaldt den bedste Afdeling Q-filmatisering til dato, og af andre medier kaldt banal og forudsigelig. Samme år medvirkede Lie Kaas også i første sæson af DR's krimiserie Bedrag, hvor han spillede finansskurken Alexander Søndergren. Serien, der handler om økonomisk kriminalitet og har inspiration fra Stein Bagger-sagen og finanskrisen, modtog overvejende positive anmeldelser og blev efterfulgt af to yderligere sæsoner. For sine præstationer i Flaskepost fra P og Bedrag modtog Lie Kaas en nominering i begge mandlige hovedrolle-kategorier (i hhv. film og tv-serie) ved Robert-prisuddelingen i 2017.

### 2017-nu:Retfærdighedens ryttere,Riget Exodus,instruktør-debut
I 2017 spillede Lie Kaas overfor Trine Dyrholm i dramaet Du forsvinder af Peter Schønau Fog. For sin rolle som Frederik, der begår underslæb på sin arbejdsplads, måske/måske ikke grundet en tumor i hjernen, modtog Lie Kaas en nominering for bedste mandlige hovedrolle ved Robert-prisuddelingen i 2018. I 2017 agerede Lie Kaas for fjerde gang vært ved Zulu Comedy Galla, hvor han debuterede i boybandet Co3 sammen med Nikolaj Coster-Waldau og Ulrich Thomsen. Sammen med den norske skuespillerinde, Josefine Frida Pettersen, sang de og medvirkede i musikvideoen til sangen "Polen Smelter". I perioden 2017-2021 medvirkede Lie Kaas i den britiske historiske tv-serie Britannia, hvor han spillede rollen som Divis i 21 episoder. Lie Kaas gik til audition på serien i perioden efter optagelserne af Dirch (2011) og udtalte senere at han på tidspunktet følte han havde "tjekket alt af på listen" og overvejede at indstille karrieren som skuespiller. I samme periode var han også til casting på og blev tilbudt en ukendt rolle i den J.J. Abrams-producerede sci-fi thriller The Cloverfield Paradox (2018), men han takkede nej til rollen for at medvirke i Britannia.
I 2018 optrådte Lie Kaas for sidste gang som Carl Mørck i filmen Journal 64, der er baseret på virkelige hændelser, der skete på behandlingshjemmet for kvinder på Sprogø mellem 1930-1960'erne. Filmen, der er instrueret af Christoffer Boe modtog overvejende positive anmeldelser og blev af flere anmeldere kaldt den bedste film i serien. Året efter i 2019 medvirkede han i filmen Kollision af Mehdi Avaz, som er baseret på virkelige hændelser.
I 2020 medvirkede Lie Kaas i sin femte Anders Thomas Jensen-produktion med filmen Retfærdighedens ryttere. For sin rolle som matematiknørden Otto, der efter at have overlevet en tragisk togulykke, mener at der er en større konspiration bag, modtog Lie Kaas en Bodil- og Robert-nominering for bedste mandlige birolle. Filmen modtog positive anmeldelser, og blev til trods for covid-19-pandemien en af de mest sete danske film i biografen, og filmen blev, ligesom mange andre film, vist i biograferne igen efter genåbningen af Danmark i foråret 2021.
I 2022 medvirkede Lie Kaas i tredje sæson af Lars von Triers succesfulde tv-serie Riget (1994 og 1997) i dens afsluttende, men selvstændige sæson, Riget Exodus. Lie Kaas spillede rollen som reservelægen Filip i sin første produktion med von Trier siden 2003. Serien modtog positive anmeldelser. Samme år medvirkede Lie Kaas også i Paprika Steens komedie, Fædre og mødre, som modtog blandede anmeldelser. I 2022 fik Lie Kaas også sin instruktør-debut, da han skrev og instruerede dramakomedie-serien Agent. Hovedrollen blev spillet af Esben Smed som den unge Joe, som er agent for kunstnere i underholdningsbranchen, og derudover optrådte bl.a. Dar Salim, Sidse Babett Knudsen, Thomas Blachman, Birthe Neumann, Rasmus Bjerg, Tobias Rahim, Helle Thorning-Schmidt, Lars Løkke Rasmussen, Melvin Kakooza og Gun-Britt Zeller. Serien havde premiere i 2023 på TV 2 og TV 2 Play og modtog overvejende negative anmeldelser.
I 2024 medvirkede Lie Kaas i Thomas Vinterbergs TV 2-serie Familier som vores. Samme år spillede Lie Kaas hovedrollen i Charlotte Sielings spændingsdrama Vejen hjem.

### Kommende
I august 2024 annoncerede produktionsselskabet Zentropa at Lie Kaas vil medvirke i Anders Thomas Jensens komedie Den sidste viking, hvor han vil indtage den ene hovedrolle over for Mads Mikkelsen. Filmen vil blive Lie Kaas' sjette samarbejde med Thomas Jensen og forventes premiere i efteråret 2025.
I april 2025 blev det annonceret at Lie Kaas ville medvirke i Guillermo Del Toros sci-fi-gyser Frankenstein. Filmen forventes premiere i november 2025.

## Privat
Lie Kaas blev gift med Anne Langkilde, den 1. august 2008 på Københavns Rådhus, og sammen har parret to børn. Parret mødtes under et fotoshoot, hvor Langkilde var Lie Kaas' stylist.
En af hans døtre, Gerda Lie Kaas, fik i en alder af 11 år sin første filmrolle med hovedrollen Clara i filmen Vildheks (2018).

## Filmografi

### Film
| År   | Titel                          | Rolle                |
| ---- | ------------------------------ | -------------------- |
| 1991 | Drengene fra Sankt Petri       | Otto Hvidmann        |
| 1994 | Min fynske barndom             | Carl som ung         |
| 1996 | Davids bog                     | Jacob                |
| 1998 | Idioterne                      | Jeppe                |
| 1999 | Besat                          | Morten               |
| 1999 | I Kina spiser de hunde         | Martin               |
| 2000 | Max                            | Spacy                |
| 2000 | Blinkende lygter               | Stefan               |
| 2001 | Hr. Boe & Co.'s Anxiety        | Leo                  |
| 2001 | Et rigtigt menneske            | P                    |
| 2001 | Jolly Roger                    | Theobalt, ærkeengel  |
| 2002 | Gamle mænd i nye biler         | Martin               |
| 2002 | Elsker dig for evigt           | Joachim              |
| 2003 | De grønne slagtere             | Bjarne/Eigil         |
| 2003 | Dogville: The Pilot            | Tom                  |
| 2003 | Rembrandt                      | Kiosk Karsten        |
| 2003 | Reconstruction                 | Alex David           |
| 2004 | Brødre                         | Jannik               |
| 2005 | Solkongen                      | Tommy                |
| 2005 | Adams æbler                    | Holger               |
| 2005 | Mørke                          | Jacob                |
| 2005 | Allegro                        | Alex                 |
| 2006 | Sprængfarlig bombe             | Claus Volter         |
| 2006 | Pu-239                         | Tusk                 |
| 2007 | Kærlighed på film              | Sebastian            |
| 2008 | Kandidaten                     | Jonas Bechmann       |
| 2009 | Engle og dæmoner               | Mr. Gray             |
| 2009 | Ved verdens ende               | Adrian Gabrielsen    |
| 2010 | Parterapi                      | Anders               |
| 2010 | Varg Veum - Skriften på veggen | Kniven               |
| 2010 | The Whistleblower              | Jan Van Der Velde    |
| 2011 | Dirch                          | Dirch Passer         |
| 2011 | Beast                          | Valdemar             |
| 2012 | Sover Dolly på ryggen?         | Gordon Dennis        |
| 2013 | Mad Ship                       | Tomas Sorenson       |
| 2013 | Skytten                        | Thomas Borby         |
| 2013 | Kvinden i buret                | Carl Mørck           |
| 2014 | Fasandræberne                  | Carl Mørck           |
| 2014 | Child 44                       | Ivan Sukov           |
| 2014 | En chance til                  | Tristan              |
| 2015 | Mænd og høns                   | Gregor               |
| 2016 | Flaskepost fra P               | Carl Mørck           |
| 2017 | Du forsvinder                  | Frederik Halling     |
| 2018 | Journal 64                     | Carl Mørck           |
| 2019 | Kollision                      | Leo                  |
| 2020 | Retfærdighedens ryttere        | Otto                 |
| 2022 | Fædre og mødre                 | Tommy                |
| 2024 | Vejen hjem                     | Christian            |
| 2025 | Den sidste viking              | Anker                |
| 2025 | Frankenstein                   | Chief Officer Larsen |

### Tv-serier
| År   | Titel                      | Rolle                         | Noter        |
| ---- | -------------------------- | ----------------------------- | ------------ |
| 1992 | Mørklægning                | Ung tysk soldat               |              |
| 1999 | Taxa                       | Dan                           | Afsnit 46-47 |
| 2000 | Edderkoppen                | Rudolf Novak                  |              |
| 2001 | De udvalgte                | Bjørn Christensen             | Afsnit 8     |
| 2002 | Rejseholdet                | Eik Nielsen                   | Afsnit 18    |
| 2007 | Danni                      | Thomas, Sebbes far            |              |
| 2008 | Der Kommissar und das Meer | Aron Bjarke                   | Afsnit 3     |
| 2012 | Forbrydelsen III           | Mathias Borch                 |              |
| 2015 | Bedrag                     | Alexander ‘Sander’ Søndergren |              |
| 2018 | Britannia                  | Divis                         |              |
| 2019 | Forhøret                   | Sebastian                     | 4 episoder   |
| 2022 | Riget Exodus               | Filip Naver                   |              |
| 2024 | Familier som vores         | Jacob                         | 7 episoder   |
| 2024 | De bedste år               | Mike                          | 1 episode    |

### Stemmedub
| År   | Titel                                     | Rolle                  |
| ---- | ----------------------------------------- | ---------------------- |
| 1999 | Tarzan                                    | Tarzan                 |
| 2002 | Tarzan og Jane                            | Tarzan                 |
| 2003 | Bjørne Brødre                             | Kenai                  |
| 2004 | H.C. Andersens eventyr: Der var engang... | Flere roller           |
| 2006 | Bjørne Brødre 2                           | Kenai                  |
| 2006 | Den grimme ælling og mig                  | Grimme (teenager)      |
| 2007 | Surf's Up                                 | Chicken Joe            |
| 2007 | Ratatouille                               | Rotten Remy            |
| 2011 | Orla Frøsnapper                           | Orla Frøsnapper, bl.a. |
| 2018 | Spider-Man: Into the Spider-Verse         | Peter Parker           |
| 2020 | Sjæl                                      | Joe Gardner            |

### Sange
| År   | Titel                                                      | Certificering | Som                                                               | Album           |
| ---- | ---------------------------------------------------------- | ------------- | ----------------------------------------------------------------- | --------------- |
| 2004 | "Stilleleg for voksne" (Søs Fenger feat. Nikolaj Lie Kaas) |               | Sig selv                                                          |                 |
| 2006 | "Jeg sætter min hat som jeg vil"                           |               | Sig selv                                                          | Danske Filmhits |
| 2007 | "Hvad skal vi med kvinder?"                                |               | Jeppe Kaas & Lie Kaas                                             |                 |
| 2011 | "Fugt I Fundamentet" (Nik & Ras feat. Pharfar & Burhan G)  | - Guld        | Nik & Ras (Sammen med Rasmus Bjerg)                               |                 |
| 2012 | "Hvad Der Sker Her" (Nik & Ras feat. Medina)               |               | Nik & Ras (Sammen med Rasmus Bjerg)                               |                 |
| 2017 | "Polen Smelter" (Co3 feat. Josefine Frida Pettersen)       |               | Co3 (Sig selv sammen med Nikolaj Coster-Waldau og Ulrich Thomsen) |                 |

## Udvalgte priser og nomineringer

### Udvalgte priser og nomineringer
| År   | Nominerede værk          | Kategori                                         | Resultat  |
| ---- | ------------------------ | ------------------------------------------------ | --------- |
| 2021 | Retfærdighedens ryttere  | Bodilprisen for bedste mandlige birolle          | Nomineret |
| 2021 | Retfærdighedens ryttere  | Robert for årets mandlige hovedrolle             | Nomineret |
| 2021 | Retfærdighedens ryttere  | Zulu Award for årets skuespiller                 | Nomineret |
| 2019 | Journal 64               | Svendprisen for årets mandlige skuespiller       | Vundet    |
| 2019 | Journal 64               | Zulu Award for årets skuespiller                 | Vundet    |
| 2018 | Du forsvinder            | Robert for årets mandlige hovedrolle             | Nomineret |
| 2018 | Du forsvinder            | Svendprisen for årets mandlige skuespiller       | Nomineret |
| 2017 | Flaskepost fra P         | Robert for årets mandlige hovedrolle             | Nomineret |
| 2017 | Flaskepost fra P         | Svendprisen for årets mandlige skuespiller       | Vundet    |
| 2017 | Bedrag                   | Robert for årets mandlige birolle - tv-serie     | Nomineret |
| 2015 | Fasandræberne            | Robert for årets mandlige hovedrolle             | Nomineret |
| 2014 | Kvinden i buret          | Robert for årets mandlige hovedrolle             | Nomineret |
| 2014 | Kvinden i buret          | Zulu Awards for årets mandlige skuespiller       | Vundet    |
| 2014 | Kvinden i buret          | Svendprisen for årets mandlige skuespiller       | Vundet    |
| 2013 | Forbrydelsen             | Robert for årets mandlige hovedrolle - tv-serie  | Vundet    |
| 2012 | Dirch                    | Bodilprisen for bedste mandlige hovedrolle       | Vundet    |
| 2012 | Dirch                    | Robert for årets mandlige hovedrolle             | Vundet    |
| 2012 | Dirch                    | Svendprisen for bedste mandlige skuespiller      | Vundet    |
| 2012 | Dirch                    | Zulu Awards for årets skuespiller                | Vundet    |
| 2008 | Kærlighed på film        | Robert for årets mandlige birolle                | Nomineret |
| 2007 | Sprængfarlig bombe       | Robert for årets mandlige birolle                | Nomineret |
| 2006 | Mørke                    | Robert for årets mandlige hovedrolle             | Nomineret |
| 2005 | Brødre                   | Bodilprisen for bedste mandlige hovedrolle       | Nomineret |
| 2005 | Brødre                   | Robert for årets mandlige birolle                | Nomineret |
| 2005 | Brødre                   | Zulu Awards for årets danske mandlige hovedrolle | Vundet    |
| 2004 | De grønne slagtere       | Robert for årets mandlige hovedrolle             | Nomineret |
| 2003 | Elsker dig for evigt     | Bodilprisen for bedste mandlige birolle          | Vundet    |
| 2003 | Elsker dig for evigt     | Robert for årets mandlige birolle                | Vundet    |
| 2002 | Et rigtigt menneske      | Robert for årets mandlige hovedrolle             | Vundet    |
| 2002 | Peer Gynt                | Reumert for bedste mandlige hovedrolle           | Vundet    |
| 2001 | Blinkende lygter         | Robert for årets mandlige birolle                | Nomineret |
| 2001 | Idioterne                | Bodilprisen for bedste mandlige birolle          | Vundet    |
| 1992 | Drengene fra Sankt Petri | Bodilprisen for bedste mandlige birolle          | Vundet    |
| 1992 | Drengene fra Sankt Petri | Robert for årets mandlige birolle                | Vundet    |

### Øvrige priser
Den 13. september 2012 modtog Lie Kaas Lauritzen-prisen; bestående af 250.000 kr., uddelt af Lauritzen Fonden, for at hylde hans præstationer gennem hans karriere ved teaterforestillinger såvel som film- og tv. Han modtog prisen sammen med skuespiller Sidse Babett Knudsen.